# Claude Imbert (journaliste)
Ne doit pas être confondu avec Claude Imbert (philosophe).
Pour les articles homonymes, voir Imbert.
Claude Imbert est un éditorialiste français né le 12 novembre 1929 à Quins dans l'Aveyron et mort le 23 novembre 2016 à Paris 16e,. Il participe à plusieurs organes de presse, et fonde en 1972 l'hebdomadaire Le Point, qu'il dirige.
Une enquête de Libération révèle en juin 2024 qu'il est accusé d'avoir fait partie d'un réseau de pédocriminalité constitué de plusieurs personnalités dans les années 1970 et 1980. Les faits font l'objet d'une enquête judiciaire.

## Biographie

### Jeunesse
Son père travaille dans l’administration des Finances, sa mère, à la Banque de France. Pendant la Seconde Guerre mondiale, il est élève du collège de Castres.

### Carrière

#### Journalisme
Après son baccalauréat au lycée Carnot à Paris, des études littéraires, notamment en khâgne au lycée Henri-IV à Paris, Claude Imbert commence en 1950 sa carrière de journaliste à l'Agence France-Presse pour le compte de laquelle il part plusieurs années en Afrique.
En 1964, il rejoint la rédaction du journal L'Express de Jean-Jacques Servan-Schreiber, au moment où l'hebdomadaire va devenir, avec son savoir-faire, un news-magazine sur le modèle américain de Time ou de Newsweek. Il est rédacteur en chef de ce magazine à partir de 1966.
En 1971, lors d'une crise qui entraîne des dissensions entre le patron du journal associé à Françoise Giroud, l'équipe de direction (Olivier Chevrillon) et l'équipe éditoriale qu'il anime, Claude Imbert quitte L'Express avec d'autres rédacteurs importants comme Georges Suffert, Jacques Duquesne, Pierre Billard, Robert Franc, Henri Trinchet, etc. Il entre comme rédacteur en chef à Paris Match.
L'année suivante, en 1972, avec les journalistes transfuges de L'Express et Olivier Chevrillon, comme PDG, il fonde Le Point dont il est, pendant près de trente années le principal animateur, directeur de la rédaction puis le directeur général. Son ami Jean-François Revel, chroniqueur au Point, écrit dans ses mémoires :

« J'ai toujours admiré, à partir de 1982, année où j'entrai au Point, l'art avec lequel Claude Imbert maintenait une ligne ferme, voire agressive, à l'égard du gouvernement tout en donnant avec libéralité dans son journal la parole aux ministres socialistes, avec lesquels il entretenait d'excellentes relations : j'ai rencontré plus d'une fois, dans les fréquents et si délicats diners que Claude et sa femme Alix offraient chez eux, rue du Cherche-Midi, des personnalités politiques que nous venions d'étriller dans Le Point, sans bassesse mais sans ménagement. Leur appétit ne paraissait pas en souffrir, ni leur volubilité. »

À partir de 1976, il est aussi éditorialiste le samedi matin sur Europe 1, aux côtés de Jean Daniel puis de Serge July. En 2000, il cède sa place au Point à Franz-Olivier Giesbert mais continue de livrer un éditorial hebdomadaire au magazine.
Il participe pendant plusieurs années à un débat d'actualité hebdomadaire avec Jacques Julliard sur LCI.

#### Autres activités
Claude Imbert a écrit plusieurs livres dans lesquels il développe une philosophie très hellénique, parfois aussi pessimiste.
Il est un candidat malheureux au fauteuil de son ami et longtemps collaborateur Jean-François Revel à l'Académie française contre l'écrivain Max Gallo lors de l'élection du 31 mai 2007 durant laquelle il n'a recueilli que 5 voix sur 28, contre 15 qui sont allées à son concurrent.
En 2008, il est lauréat du prix Richelieu, prix littéraire dans le secteur de la presse.
Il est membre du club de dirigeants français Le Siècle et du gastronomique et fermé Club des Cent.

### Prises de position
En 2003, au cours d'un des débats hebdomadaires avec Jacques Julliard sur LCI, Claude Imbert déclare : « Il faut être honnête. Moi, je suis un peu islamophobe. Cela ne me gêne pas de le dire » ; cette position est qualifiée d'islamophobe dans plusieurs organes de presse,,.
Il défend ardemment le vote en faveur du Oui lors du référendum sur le traité établissant une constitution pour l'Europe, estimant que le Non représentait la « chienlit démagogique », « le déchaînement médiocre des intérêts corporatistes ».

### Accusation de pédo-criminalité
(juin 2024).
Le texte peut changer fréquemment, n’est peut-être pas à jour et peut manquer de recul. 
Le titre et la description de l'acte concerné reposent sur la qualification juridique retenue lors de la rédaction de l'article et peuvent évoluer en même temps que celle-ci.
En juin 2024, plus de sept ans après sa mort, Claude Imbert est nommément mis en cause dans une enquête, du quotidien Libération, s'appuyant sur un dossier épais de centaines de pages, décrivant les « hommes de la rue du Bac ». Ce groupe de pédocriminels, membres « de l’intelligentsia parisienne des années 70-80 », aurait perpétré des sévices sexuels sur des enfants pendant plusieurs années, de 1977 à 1987, dans plusieurs lieux, dont le 97, rue du Bac, à Paris.
Inès Chatin, à l'origine de l'ouverture le 23 octobre 2023 d’une enquête préliminaire de l’Office des mineurs (OFMIN) de la DNPJ, « témoigne d’abus et de viols commis, de ses 4 à ses 13 ans, par un groupe d’hommes gravitant autour de son père adoptif, Jean-François Lemaire », et dont auraient fait partie Gabriel Matzneff, Jean-François Revel, l’avocat François Gibault et Claude Imbert. Elle accuse ce dernier de lui avoir fait subir des sévices sexuels dans un appartement de la rue de Varenne quand elle était toute petite, puis de l’avoir violée chez lui, et dans sa maison de vacances à Perroy, en Suisse.

## Publications
- Ce que je crois, Grasset
- Par bonheur, Grasset Prix de l'essai 1995
- À point nommé, Grasset
- Avec Jacques Julliard, La Droite et la Gauche, Julliard
- La Pensée unique : le vrai procès, ouvrage collectif (avec Jean Foyer, Michel Godet, Jacques Julliard, Philippe Tesson et Jean-Pierre Thiollet), Economica, 1998  (ISBN 2-7178-3745-0)
- Le Tombeau d'Aurélien (roman), Grasset, 2000 Prix Nice-Baie-des-Anges